# 日本自動車大学校
日本自動車大学校（にほんじどうしゃだいがっこう、英語表記：Nihon Automobile College）は、千葉県成田市にある自動車関連の私立専門学校。
略称はNATS（創立時の校名であるニホン・オートモービル・ハイテクニカル・スクール NIHON AUTOMOBILE HIGH TECHNICAL SCHOOL より）。
ニホン・オートモービル・カレッジを経て2006年4月に現在の校名・日本自動車大学校になる。
大栄インターチェンジ (東関東自動車道) に近い。自動車整備科・カスタマイズ科・モータースポーツ科・自動車研究科の4つの科がある。

## 教育理念
自動車産業界の一翼を担う若き優秀な人材を育成し、日本の自動車産業界発展に貢献、さらには世界でも通じる技術と能力を養い、若者の夢を叶え、そして育むことを掲げている。
- 校訓：健康・実践・向上
- 教育目標
  - 一、企業幹部人材の育成
  - 二、高度な技術力の養成
  - 三、企業ニーズへの対応
  - 四、自動車整備教育水準の向上
  - 五、国際性の涵養

## 沿革
- 1989年-建学の精神に自動車産業界の一翼を担う若き優秀な人材を育成し、日本の自動車産業界発展に貢献、さらには世界でも通じる技術と能力を養い、若者の夢を叶えそして育むことを掲げ、専門学校ニホン・オートモービル・ハイテクニカル・スクールとして開校。
- 1990年-当時、まだ試験が実施されていなかった1級自動車整備士像を想定し、独自のカリキュラムを構築、自動車経営科（現：自動車研究科）として全国に先駆け4年制課程を設置。
- 1991年-BMWと業務提携を結び、BMWグループの技術者養成に特化した専門コースを設置。（2001年まで設置）
- 1995年-国内外で活躍できるグローバルな人材を育成するため、英国ビバリーカレッジと教育提携を結ぶ。また、英国自動車工業会（IMI）に「自動車整備士」資格を取得する機会を与えられた。
- 1996年-ショールームとハイテクセンターの機能を併せ持つ実習棟HOPP（Holonic Pier Plaza）が完成。
- 1997年-東京オートサロン「東京国際カスタムカーコンテスト」に初出展し「NATS ZERO」がコンプリートカー部門で優秀賞を受賞。
- 1998年-全国に先駆けて日本初のカスタマイズ科を設置。
- 1999年-校名を専門学校ニホン・オートモービル・カレッジに変更。
- 2000年-一周1.2kmのサーキットコースと1.5kmのダートコースを備えたテストコースをキャンパス内に設置。
- 2002年-ル・マン24時間レースにNATSチャレンジ・ピットクルーを派遣開始（2007年まで実施）。この後SUPER GTやスーパーフォーミュラ、全日本ロードレース選手権などへの派遣も開始する。
- 2003年-全長80mの実習棟で大型自動車にも対応する規模の「NATS80棟」が完成。1階には17基のリフトが並び、同時展開で34台の実習授業が可能。2階には学科教室、3D-CAD教室などがある。
- 2005年-レースメカニックの養成を図るモータースポーツ科を設置
- 2006年-校名を日本自動車大学校へ変更。
- 2010年-世界的デザインコンペ「the PDP Award Andrea Pininfarina」で学生の手掛けたカーデザインが優勝。
- モータースポーツ科が参戦するFormula4でグランドチャンピオン獲得。
- 2011年-第42回・東京モーターショーに学生製作のスポーツEVカー「NATS EV-Sports Prototype01」を自動車大学校史上初出展。
- 2014年-東京オートサロン「東京国際カスタムカーコンテスト」で「NATS EV-Sports Prototype02」が出展車両約800台の頂点となるカスタムカーグランプリを獲得。
- 2017年-学生フォーミュラ日本大会2017で総合5位、5年連続で自動車大学校1位を獲得。
- 2018年-イベントホールとしても活用できる新体育館が完成。
- 2019年-開校30周年記念式典の実施。
- 全日本EVグランプリで7年連続シリーズチャンピオン獲得。
- 2020年-日栄学園に日整学園を合併し千葉県自動車整備専門学校（千葉県袖ケ浦）がグループ校となる。
- 2021年-千葉県自動車整備専門学校が「日本自動車大学校 袖ケ浦校」へ校名変更。
- 2022年-学生フォーミュラ日本大会2022で総合3位、11年連続で自動車大学校1位を獲得
- 2023年-東京オートサロン「東京国際カスタムカーコンテスト」で「NATS Alphard Super Dually」が優秀賞を獲得し、5年連続・合計20回目の受賞を達成。

## 設置学科
自動車整備科
「国家2級自動車整備士」資格取得を目的とする。分解・整備・点検・組付け実施後には学校内のテストコースにて完成検査のテストランを行う。
カスタマイズ科
車両デザイン・設計製作・板金塗装・改造申請などボディワーク全般を修得し、1年間でカスタムカーを製作する。製作した車両は東京オートサロンへ出展し、ナンバーを取得してテストランキャラバンを行う。
モータースポーツ科
競技車両の開発・製作やマシンセッティング技術・レース運営・チームマネジメント能力を修得する。フォーミュラ4（F4）シリーズ参戦や全日本EV選手権など、実際にレース活動を行う。2013年からは独自シャシーとして「NATS001」を開発し、同校講師でもある金井亮忠（2010年のF4東日本シリーズチャンピオン）をドライバーにF4に参戦している。
自動車研究科
「1級自動車整備士コース」「3D-CAD設計製造コース」「マネージメントコース」を設置し、将来の目的に合わせて学ぶことが出来る。
1級自動車整備士コース「国家1級小型自動車整備士」資格取得を目的とする。
3D-CAD設計製造コース3D-CADシステム「CATIA」や3Dソフト「Think Design」を使い設計手法を修得する。
マネージメントコース独立開業や経営継承を目標とし経営・販売・営業・プレゼンテーション能力を修得する。

## NATSカスタムカー
| 年     | 写真                        | 車両名称                    | 受賞                                            |
| ------ | --------------------------- | --------------------------- | ----------------------------------------------- |
| 1997年 | NATS ZERO                   | NATS ZERO                   | 優秀賞（コンプリートカー部門）                  |
| 1998年 |                             | NATS98                      | 優秀賞（コンプリートカー部門）                  |
| 1999年 |                             | NATS 300GT                  | 優秀賞（コンプリートカー部門）                  |
| 2000年 |                             | NATSユニオン                | 優秀賞（コンプリートカー部門）                  |
| 2001年 |                             | NATS出展車両                | 審査委員奨励賞                                  |
| 2002年 |                             | NATSプレリュードワゴン      | グランプリ（ステーションワゴン部門）            |
| 2002年 |                             | NATSアイトーン              | 優秀賞（コンセプトカー部門）                    |
| 2004年 | JIM-CARRY                   | NATSジムキャリー            | グランプリ（コンセプトカー部門）                |
| 2007年 | NATS Mini-SX                | NATS Mini-SX                | 最優秀賞（コンパクトカー部門）                  |
| 2009年 | NATS GT-K                   | NATS GT-K                   | 最優秀賞（コンパクトカー部門）                  |
| 2009年 |                             | NATS LONG3                  | 優秀賞（セダン部門）                            |
| 2012年 |                             | NATS RSW                    | 優秀賞（SUV部門）                               |
| 2014年 | NATS EV-Sports Prototype 02 | NATS EV-Sports Prototype 02 | 最優秀賞（ECOカー部門）／カスタムカーグランプリ |
| 2015年 |                             | NATS MBW550                 | 最優秀賞（コンパクトカー部門）                  |
| 2016年 |                             | NATS CAMPFIRE               | 優秀賞（コンパクトカー部門）                    |
| 2018年 |                             | NATS VELLFIRE PICKUP        | 最優秀賞（SUV部門）                             |
| 2019年 |                             | NATS RX-STANCE              | 最優秀賞（ドレスアップカー部門）                |
| 2020年 |                             | NATS A90 Spider             | 優秀賞（インポートカー部門）                    |
| 2022年 |                             | NATS Low limo               | 最優秀賞（セダン部門）                          |
| 2023年 |                             | NATS Alphard Super Dually   | 優秀賞（ミニバン・ワゴン部門                    |

ユニークなカスタムカー
- NATSアオラビビール
- NATS to the Future
- NATS Mini4WD
- NATS Urus 86
- NATS 222B

## NATSサーキット
全長1.2kmのサーキットコースと全長1.5kmのダートコースが併設してある。またドライビングスクールやTV番組の収録（「新車ファイル クルマのツボ」、「週刊バイクTV」、「おぎやはぎの愛車遍歴 NO CAR, NO LIFE!」など）にも使われることがある。
■サーキットコース
300mのストレートやバンク、ヘアピンコーナーなど多彩なバリエーションでテストランが可能。

・コース全長／1200m
・コース福員／8～15m
・最大高低差／4m
・コーナー総数／7
■ダートコース
自然を生かし変化に富んだコースで、大きな高低差や様々な仕掛けがあり4WD車などのテストランに最適。

・コース全長／1500m
ログバリア、ロックセクション
■ジムカーナ場
ドライビングトレーニングやレーシングカート走行が楽しめるほか、臨時ヘリポートとしても使用される。